# Edward Anhalt
Pour les articles homonymes, voir Anhalt.
 (octobre 2014).
Si vous disposez d'ouvrages ou d'articles de référence ou si vous connaissez des sites web de qualité traitant du thème abordé ici, merci de compléter l'article en donnant les références utiles à sa vérifiabilité et en les liant à la section « Notes et références ».
Edward Anhalt (New York, 28 mars 1914 - Pacific Palisades, 3 septembre 2000) est un scénariste, producteur et réalisateur de films documentaires.
Après avoir travaillé comme journaliste et réalisateur de documentaires pour Pathé et CBS, il fait équipe avec sa femme Edna Anhalt pendant la Seconde Guerre mondiale à écrire pour Pulp.

## Filmographie
- 1946 : Avalanche (en)
- 1946 : Strange Voyage
- 1947 : Bulldog Drummond Strikes Back
- 1948 : The Gentleman from Nowhere
- 1949 : Incendiaire par jalousie
- 1950 : Panique dans la rue (Panic in the Streets) d'Elia Kazan
- 1952 : L'Homme à l'affût (The Sniper) d'Edward Dmytryk
- 1952 : The Member of the Wedding de Fred Zinnemann
- 1953 : Three Lives
- 1955 : Pour que vivent les hommes
- 1957 : Orgueil et Passion
- 1958 : Des jeux pour pleurer
- 1958 : Le Bal des maudits
- 1958 : Le Temps de la peur
- 1961 : Au péril de sa vie
- 1961 : Le Temps du châtiment
- 1962 : Citoyen de nulle part (A Girl Named Tamiko) de John Sturges
- 1962 : Des filles... encore des filles
- 1963 : Le Divan de l'infidélité
- 1964 : Becket de Peter Glenville
- 1965 : Boeing Boeing
- 1965 : Station 3 : Ultra Secret
- 1967 : Sept secondes en enfer
- 1968 : In Enemy Country
- 1968 : L'Étrangleur de Boston (The Boston Strangler)
- 1969 : La Folle de Chaillot
- 1972 : Jeremiah Johnson de Sydney Pollack
- 1972 : Notre agent à Salzbourg
- 1973 : A Delicate Balance
- 1974 : Luther de Guy Green
- 1975 : The Man in the Glass Booth d'Arthur Hiller
- 1977 : Contract on Cherry Street de William A. Graham (TV)
- 1977 : Haute Sécurité de Jack Starrett
- 1979 : Bons baisers d'Athènes
- 1980 : The Day Christ Died
- 1981 : Madame X de Robert Ellis Miller
- 1981 : Opération Green Ice d'Ernest Day
- 1985 : Le Pacte Holcroft